# 카보베르데 요리

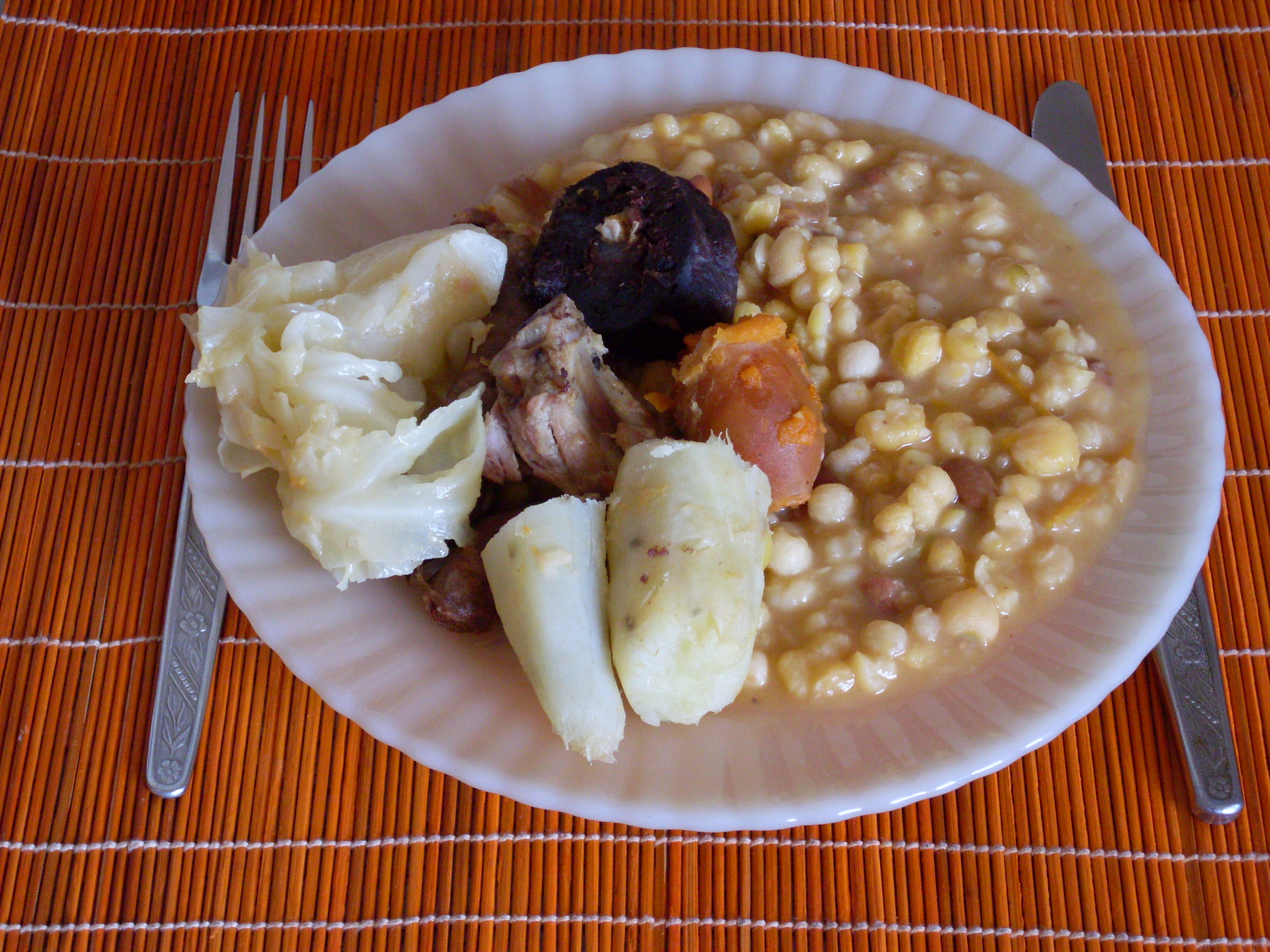
카추파

카보베르데 요리(Cabo Verde 料理, 포르투갈어: cozinha cabo-verdiana 코지냐 카부베르디아나[*], 카보베르데 크리올: kuzinha kabuverdiana 쿠지냐 카부베르디아나)는 서아프리카·대서양에 있는 카보베르데의 요리이다.

## 같이 보기
- 서아프리카 요리